# Hermann Engel

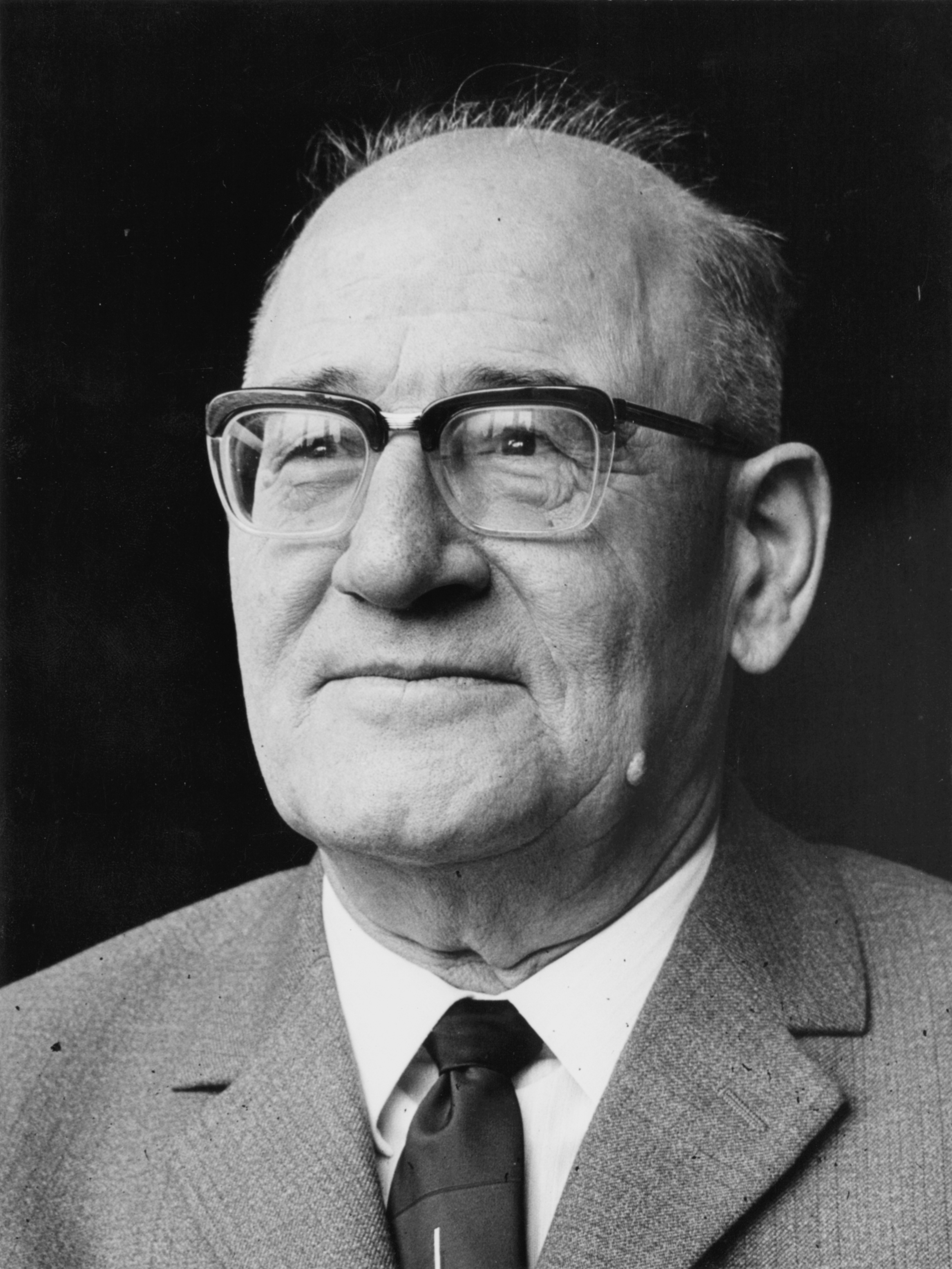
Porträt von Hermann Engel

Hermann August Franz Engel (* 3. August 1899 in Oldenburg; † 26. August 1975 in Bremen) war ein deutscher Politiker (SPD) und Präsident der Bremischen Bürgerschaft.

## Biografie
Engel war kaufmännischer Angestellter. 1926 trat er der SPD bei. Als Mitarbeiter der Allgemeinen Ortskrankenkasse wurde er 1933 aus politischen Gründen entlassen und 1934 verhaftet. In einem politischen Prozess wurde er zu 1 ¾ Jahren Gefängnis verurteilt. Nach dem Zweiten Weltkrieg war er zunächst als Helfer in Steuersachen tätig. 
1946 wurde er Mitglied der Bremischen Bürgerschaft. Von 1957 bis 1966 war er Sprecher der Finanzdeputation und des Haushaltsausschusses sowie stellvertretender Vorsitzender der SPD-Bürgerschaftsfraktion. Von 1966 bis 1970 war er als Nachfolger von August Hagedorn der zweite Präsident der Bremischen Bürgerschaft. Sein Nachfolger in diesem Amt war Dieter Klink.
Engel war seit dem 7. April 1928 mit Magdalene geb. Bläß (1903–1980) verheiratet. Die Eheschließung fand in Bremen statt. Hermann Engel starb am 26. August 1975 um 23:25 Uhr in der Osterstraße 1 in Bremen im Alter von 76 Jahren. Er wohnte zuletzt in der Langemarckstraße 305 in Bremen.